# بنك نورثرن روك
بنك نورثرن روك وهو واحد من أكبر البنوك البريطانية تأسس عام 1965 وعدد موظفيه أكثر من 6000 موظف عائده سنة 2006 5 مليار جنيه استرليني اسهم البنك كانت مدرجو بمؤشر فوتسي 100 ولكن في ديسمبر 2007 حولت اسهمه لمؤشر فوتسي 250 في بورصة لندن وذلك بسبب خسائره.

## أزمة الرهن العقاري وانهيار البنك
عندما وقعت أزمة الرهن العقاري الأمريكية في 2007 تأثر البنك بشدة وسجل خسائر قوية واعطته الحكومة البريطانية قروض وسيولة لتجنب انهياره لكنها لن تجدي نفعا فاعلنت الحكومة البريطانية صباح يوم 22 فبراير 2008 عن تأميمها للبنك .